# Белый бизон (фильм)
«Белый бизон» (англ. The White Buffalo) — американский вестерн, снятый режиссёром Джей Ли Томпсоном в 1977 году.

## Сюжет
Дикий Билл Хикок, герой Дикого Запада и известный стрелок, страдает от того, что его каждую ночь посещает один и тот же кошмарный сон, в котором он встречается с огромным Белым бизоном, размером со слона, уничтожающим всё на своём пути. Билл решает найти этого бизона, олицетворяющего, согласно индейской мифологии, приближающуюся смерть.
Пересекая Дикий Запад в обществе своего приятеля Чарли Зейна, Дикий Билл Хикок для достижения поставленной цели вскоре объединяет свои силы с индейским вождём Бешеным конём, который тоже хочет подстрелить Белого бизона. Когда Билл Хикок и вождь, наконец, встречаются, они спасают жизнь друг друга и объявляют себя кровными братьями. Несмотря на это, каждый из них считает своим правом убить чудовищного Белого бизона.

## В ролях
- Чарльз Бронсон — Дикий Билл Хикок (Джеймс Отис)
- Джек Уорден — Чарли Зейн
- Уилл Сэмпсон — индейский вождь «Бешеный конь» / Червяк
- Ким Новак — Миссис Покер (Дженни Шермерхорн)
- Клинт Уокер — Свистящий Джек Килин
- Стюарт Уитман — Уинифред Кокси
- Слим Пикенс — Абель Пикни, кучер
- Джон Кэррадайн — Эмос Бриггс, гробовщик
- Кара Уильямс — Кэсси Оллинджер
- Шэй Даффин — Тим Брэди, бармен
- Клиффорд А. Пеллоу — Пит Холт, шериф
- Дуглас Фоули — Эмос Биксби, проводник / рассказчик
- Мартин Коув — Джек Маккол
- Берт Уильямс — Педди Уэлш
- Эд Лотер — Том Кастер
- Дэвид Ройя — Кид Джелли

## Примечание
В фильме Дикий Билл Хикок часто носит темные очки. Существует реальное основание для этого. В 1876 году Билл был обследован врачом-офтальмологом в Канзас-Сити (штат Миссури), который диагностировал у него глаукому, хотя на самом деле, он, вероятно, страдал от трахомы, широко распространённого заболевания зрения того времени.